# Grand Colombier
Grand Colombier er et 1.534 meter højt bjerg i departementet Ain den franske del af Jurabjergene. Bjerget er især kendt for bjergpasset Col du Grand Colombier.

## Tour de France
To gange har en etape i Tour de France haft mål på toppen af Colombier. Første gang var 15. etape af Tour de France 2020, og anden gang var 13. etape af Tour de France 2023.